# Penya Ferris
La Penya Ferris és una serra al municipi de Begues a la comarca del Baix Llobregat, amb una elevació màxima de 491 metres.